# Daniël Otto Bagelaar
Daniël Otto Bagelaar, né le 25 mars 1782 à Eindhoven et mort le 23 mai 1841 à Bréda, est un militaire néerlandais qui combat dans les deux camps lors des guerres napoléoniennes. Il est ensuite chargé de superviser l'éducation du prince héréditaire Guillaume d'Orange, futur roi Guillaume III des Pays-Bas.

## Biographie

### Carrière militaire
Daniël Otto Bagelaar naît le 25 mars 1782 à Eindhoven. Il est le fils de Jan Otto Bagelaar et de Maria Dorothea Arpeau, et le frère du militaire et artiste Ernst. En 1804, il se porte volontaire pour servir dans un bataillon d'infanterie. En 1809, après avoir été promu lieutenant, il combat du côté français lors de la campagne de Zélande, qui a lieu pendant la cinquième guerre de coalition. En 1812, il participe à la campagne de Napoléon en Russie. Il est décoré par Napoléon de la croix de chevalier de la Légion d'honneur. En 1814, libéré du service français, il est affecté, la même année, comme major, avec le grade de lieutenant-colonel, au 11e bataillon d'infanterie de la milice nationale. Ce bataillon ne participe toutefois pas à la bataille de Waterloo et n'est pas non plus mentionné dans la liste de la 1re division du lieutenant-général Jean André Stedman, qui est constituée en réserve à Hal. Daniël Otto Bagelaar, avec le même grade, est transféré au 12e Régiment de ligne avant la bataille de Waterloo. Ce régiment à l'uniforme bleu caractéristique, aux pantalons gris foncé, aux bandoulières blanches et aux shakos noirs, fait partie de la 2e Brigade du Major-Général D'Aubrémé dans la 3e Division du Lieutenant-Général Baron Chassé. Le 12e Linieregiment est l'une des unités néerlandaises appelées à arrêter avec  les forces françaises beaucoup plus importantes dirigées par le maréchal Ney le 16 juin 1815 lors de la bataille des Quatre Bras. Le 18 juin 1815, le 12e régiment de ligne sous le commandement de Daniël Otto Bagelaar combat également avec succès lors de la bataille de Waterloo. En raison de ces efforts, il est décoré plus tard de l'Ordre militaire de Guillaume. Après la fondation du Royaume des Pays-Bas, Daniël Otto Bagelaar reste au service militaire. En tant que colonel, il est commandant d'une division qui participe à la campagne des Dix-Jours pendant la lutte pour l'indépendance de la Belgique. C'est là qu'il est blessé par une balle qui lui frôle la tête. En raison de ses mérites militaires, il est promu major général et reçoit la croix de chevalier de l'Ordre du Lion néerlandais.

### Éducation du prince d'Orange
En 1834, il est honorablement libéré de son service par le roi Guillaume Ier des Pays-Bas. Il est chargé par le roi de superviser l'éducation des enfants du prince d'Orange. Depuis lors, il quitte rarement les côtés du prince William et de son frère Alexander. Il accompagne constamment les deux princes pendant leurs études à l'université de Leyde. Daniël Otto Bagelaar est témoin de la façon dont le prince Alexandre, lors d'une promenade en calèche, se retrouve coincé sous un arbre tombé dans les bois de La Haye, et libère son frère avec le prince William. En 1839, il est nommé commandant en chef de la forteresse de Bergen op Zoom. À sa libération honorable du service, le roi le promeut commandeur de l'ordre du Lion hollandais, tandis que le beau-père du prince héréditaire Guillaume, le roi Guillaume Ier de Wurtemberg, le nomme chevalier d'armes de l'ordre de Frédéric.

### Mort
Après sa retraite, l'ancien général de division s'installe à Breda. Sa vie connaît une fin tragique lorsque, en présence de sa femme Margaretha Spoor et de plusieurs de ses enfants, il tombe en avant de sa voiture au Ginnikenpoort de Breda et meurt presque immédiatement après. Le prince William, désormais lui-même prince d'Orange, écrit à son frère Alexandre : 
Il y a quelques jours, j'ai appris la terrible mort du pauvre général Bagelaar, et je dois dire honnêtement que cela m'a beaucoup attristé. Il méritait un meilleur sort.
Daniël Otto Bagelaar a eu cinq enfants, dont quatre survivent après sa mort.

## Distinctions
- Ordre militaire de Guillaume[3]
- Ordre du Lion néerlandais
  - Commandeur
  - Ridder
- Ordre national de la Légion d'honneur[4].
- Ordre de Frédéric le 30 novembre 1838[4].